# Möbeldesign

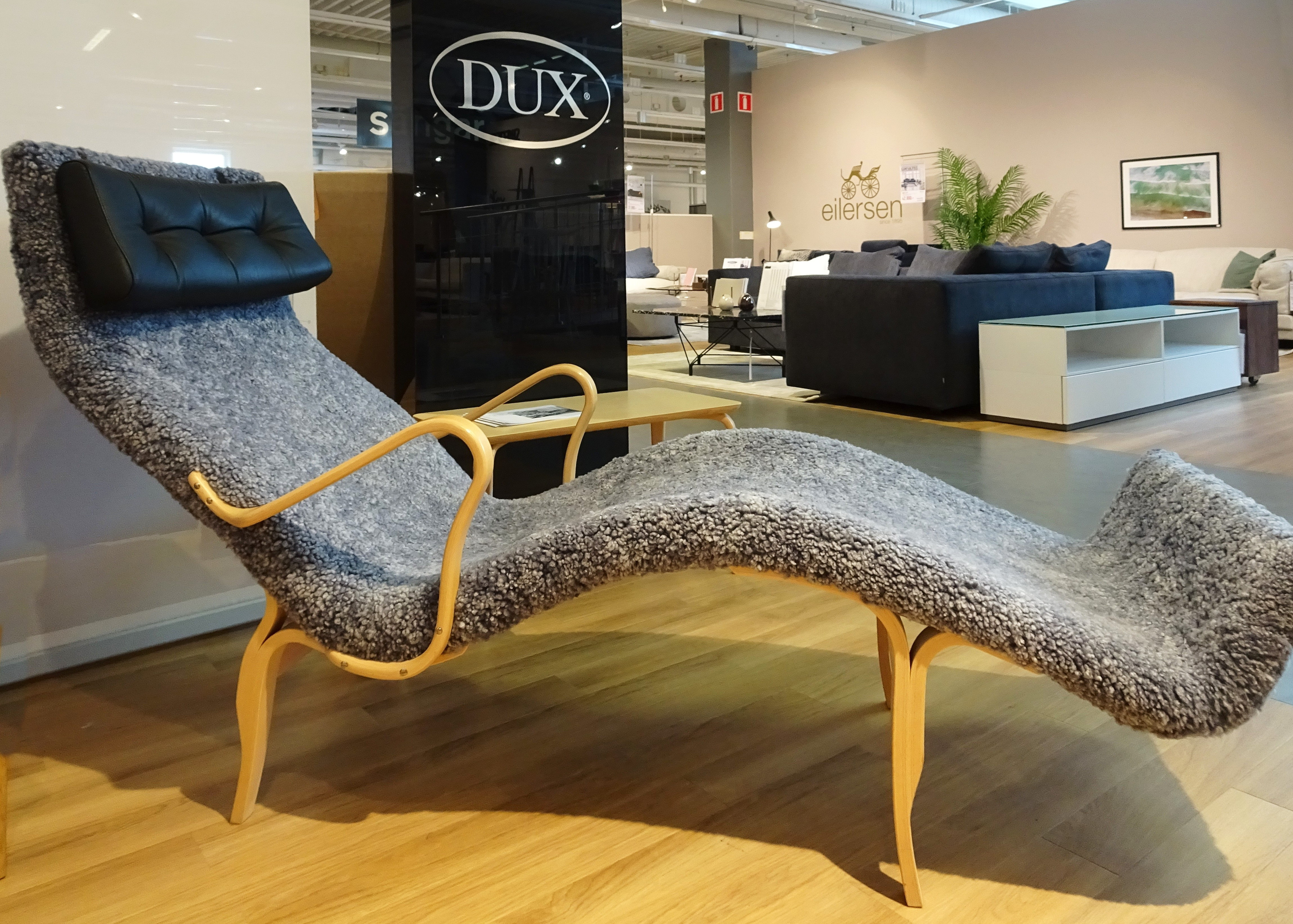
Bruno Mathssons möbelklassiker från 1944, "Pernilla 3".

Möbeldesign är konsten att formge och gestalta möbler. Det är möbeldesignern, möbelformgivaren eller möbelarkitekten som utför detta arbete. Inredningsdesign omfattar utöver möbleringen även arbeten med exempelvis textil och färgsättning av miljöer och ligger väldigt nära inredningsarkitektur.

## Historia

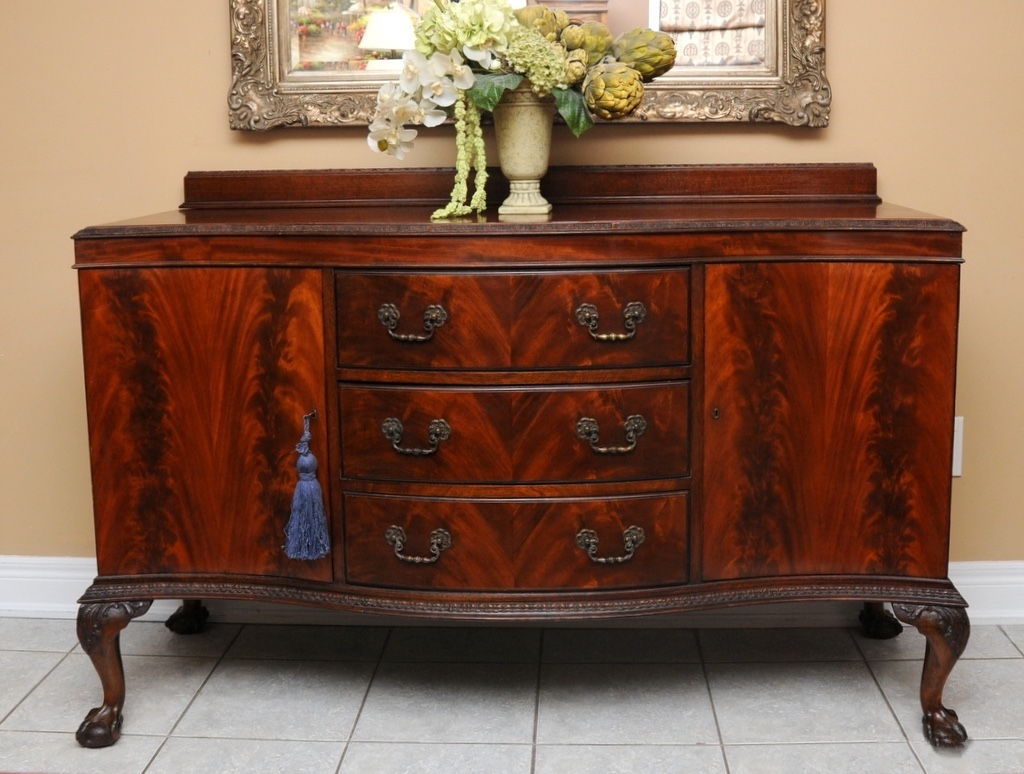
Kommod av Thomas Chippendale.

Före 1800-talet var allmogens möbler präglade av den praktiska funktionen och tillverkades oftast av bonden själv. För bondgårdens "finrum" skapade kringfarande möbelsnickare och möbelmålare både vackra och praktiska möbler direkt på gården. Inom adeln och kungliga hoven anlitades mästare som formgav och tillverkade möbler efter tidens smak. Estetiken var avgörande, mindre funktionen. En av de stora formgivarna av gustavianska möbler i Sverige var Georg Haupt (1741–1784). I England fanns samtidigt Thomas Chippendale (1718–1779) Han räknas som en av de stora inom engelsk möbeldesign under 1700-talet. 
På 1700-talet var möbler fortfarande handgjorda, enskilda exemplar i låg upplaga. Först när möbler i början på 1800-talet industriellt massproducerades, blev formgivningen av en prototyp viktig. Den måste kunna utprovas och förbättras innan produktionen satte igång. En av de första moderna möbeldesignerna var den tyska möbelsnickaren och företagaren Michael Thonet (1796–1871). Han sirliga caféhusstolar i böjträ fick stort genomslag.

## Modern möbel- och inredningsdesign

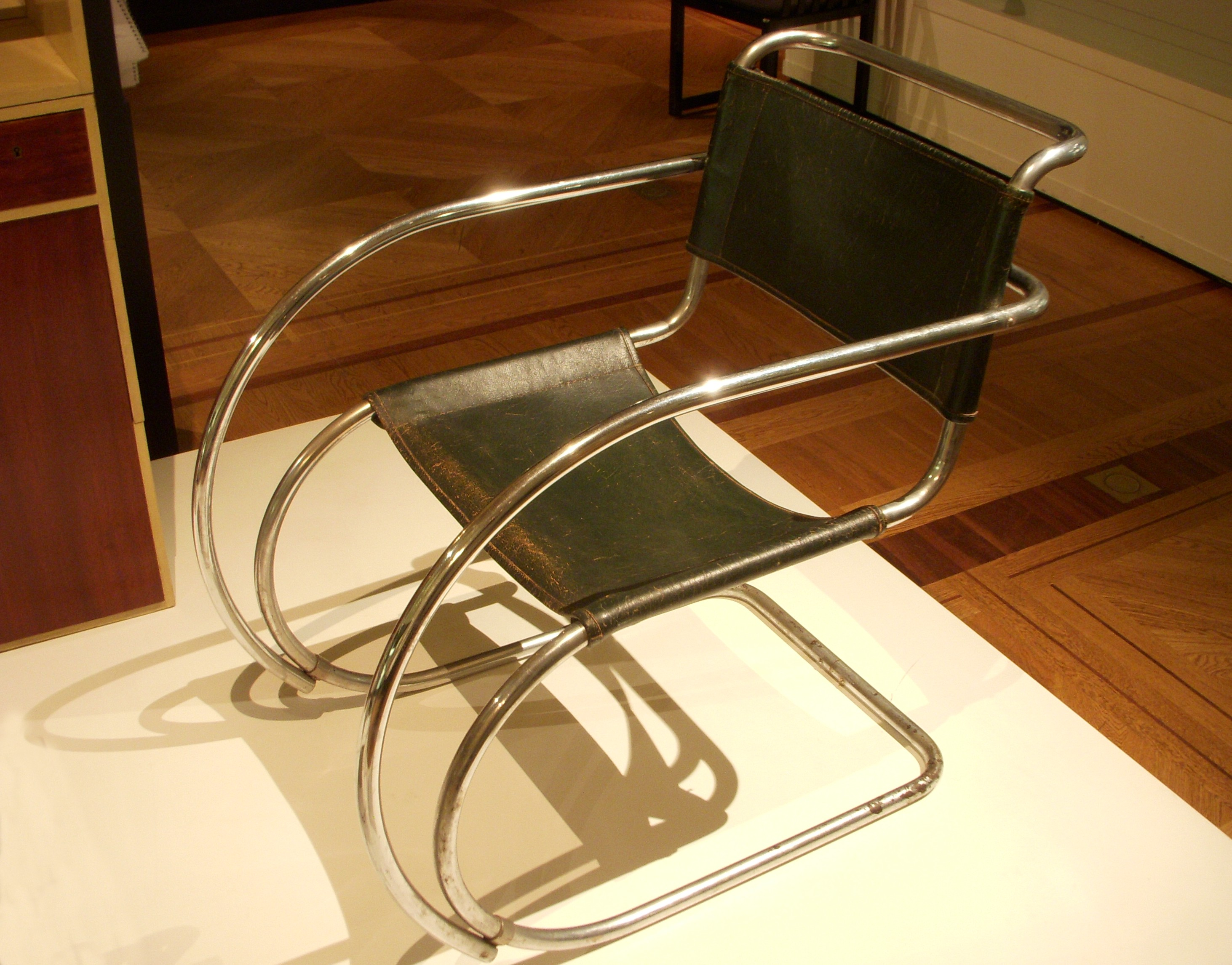
Exempel för funktionalistisk formgivning:
Mies van der Rohes MR10, 1927.

I början på 1900-talet anlitade företag mer och mer professionella formgivare. En av de första var den tyska arkitekten Peter Behrens som engagerades av AEG. Man valde gärna arkitekter till dessa uppdrag. För arkitekter var det ofta självklart att inte bara formge byggnaden utan även hela inredningen inklusive möbler, lampor, textilier och bestick. I Sverige finns många exempel för dessa allsidigt formgivande arkitekter till exempel Carl Malmsten, Ragnar Östberg, Gunnar Asplund, Carl Bergsten, Bruno Mathsson och Yngve Ekström.
Efter andra världskriget började en specialisering av olika inriktningar för utformningen av interiören av privata och offentliga byggnader. Inredningsdesign har blivit ett mera överordnat begrepp och inkluderar utöver möbleringen även arbeten med bland annat textilier, färgsättning, belysning, tavlor, växter och multimedia. Utöver inredning av byggnader ägnar sig inredningsdesignern även åt utformningen av den invändiga miljön i fartyg och fordon, speciellt i bilar, där användarvänlighet, sittkomfort, säkerhet samt färg och form av exempelvis instrument är viktiga punkter. En av Italiens stora möbeltillverkare idag är Poltrona Frau, som parallellt med möblerna tillverkar inredningar till ett antal dyra bilmodeller.

## Sittmöbler
Att formge sittmöbler, främst stolar var i alla tider möbeldesignerns stora intresse. Därför avbildas i litteraturen om möbeldesign huvudsakligen stolar, exempelvis Michael Thonets "stolmodell nr. 14" även kallad "stolarnas stol", Carl Malmstens "Stadshusstolen" och "Lilla Åland",  Marcel Breuers "stålrörstolar",  Alvar Aaltos fåtöljer "modell 41 och 406", Eero Saarinens "Tulpanstol", Arne Jacobsens stolar "Myran" och "Sjuan" , Bruno Mathssons "Pernilla" och Yngve Ekströms "Lamino". 

### Citat
- Att ha gjort en bra stol är kanske inget dåligt livsverk. (Yngve Ekström om sin formgivarinsats.)
- Det bekväma sittandet är en "konst", vilket det icke bör vara. Istället bör tillverkningen av sittmöbler ske med en sådan "konst" att sittandet i dem icke blir någon "konst". (Bruno Mathsson om sittandets konst.)

### Formgivning av stolar (urval)

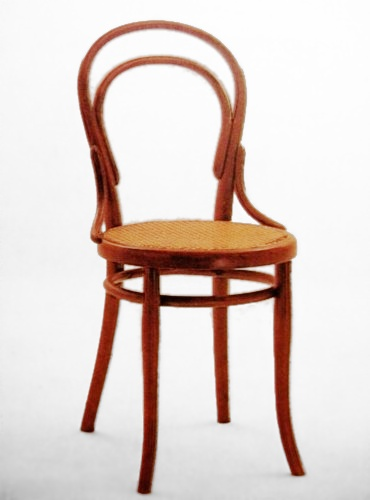
Michael Thonet, Konsumstuhl Nr. 14, 1859
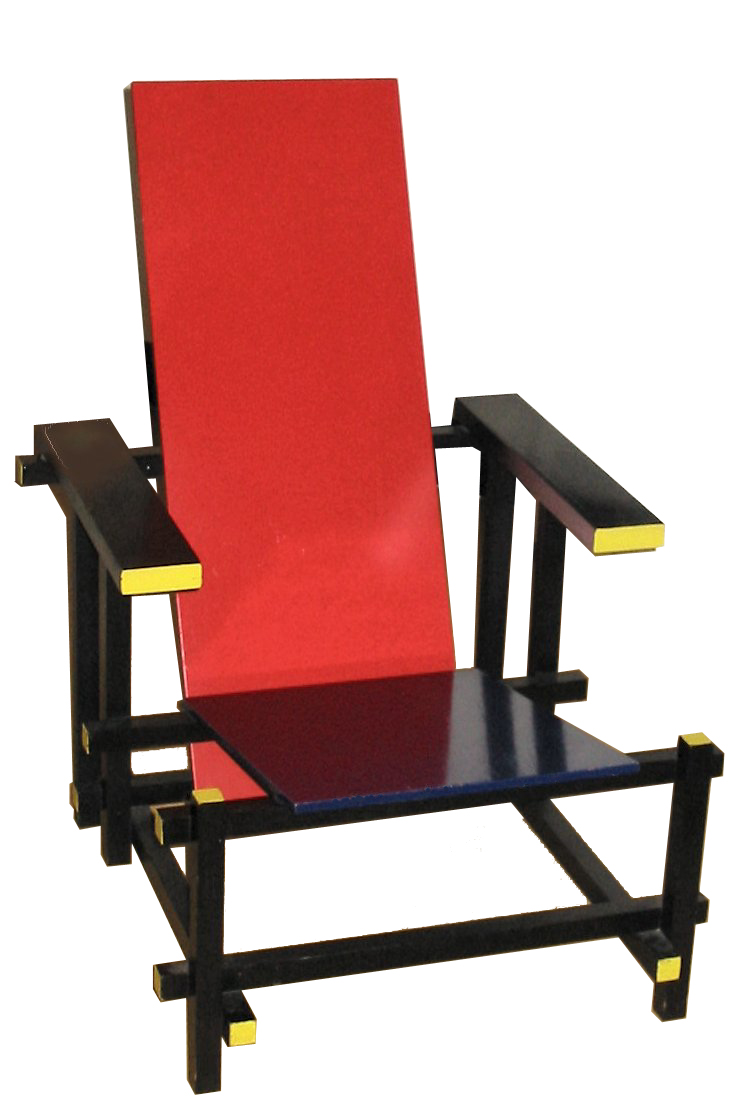
Gerrit Rietveld, Röd och blå stol, 1917
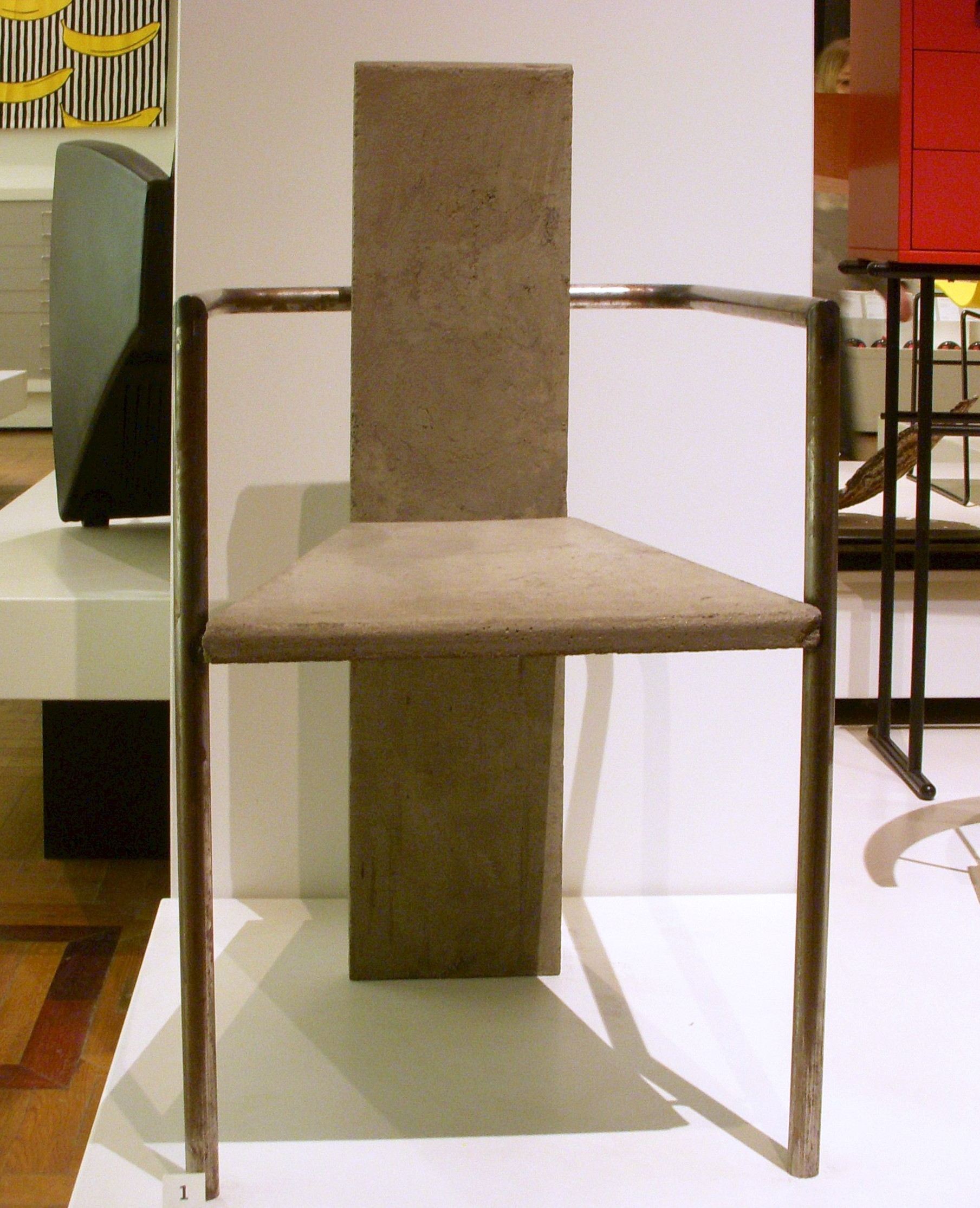
Jonas Bohlin, Concrete, 1981
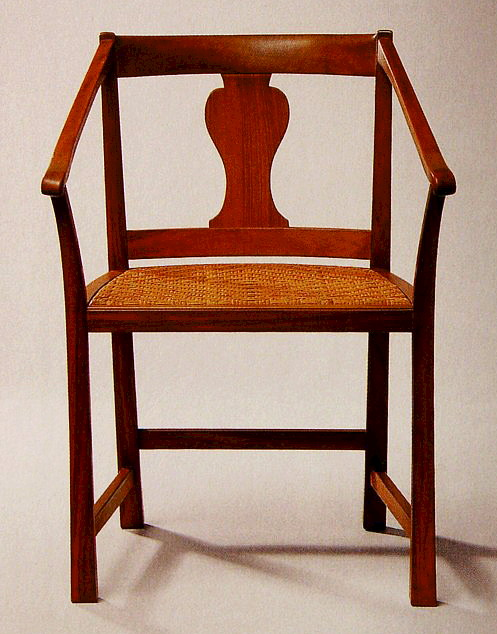
Carl Malmsten, Stadshusstolen, 1915
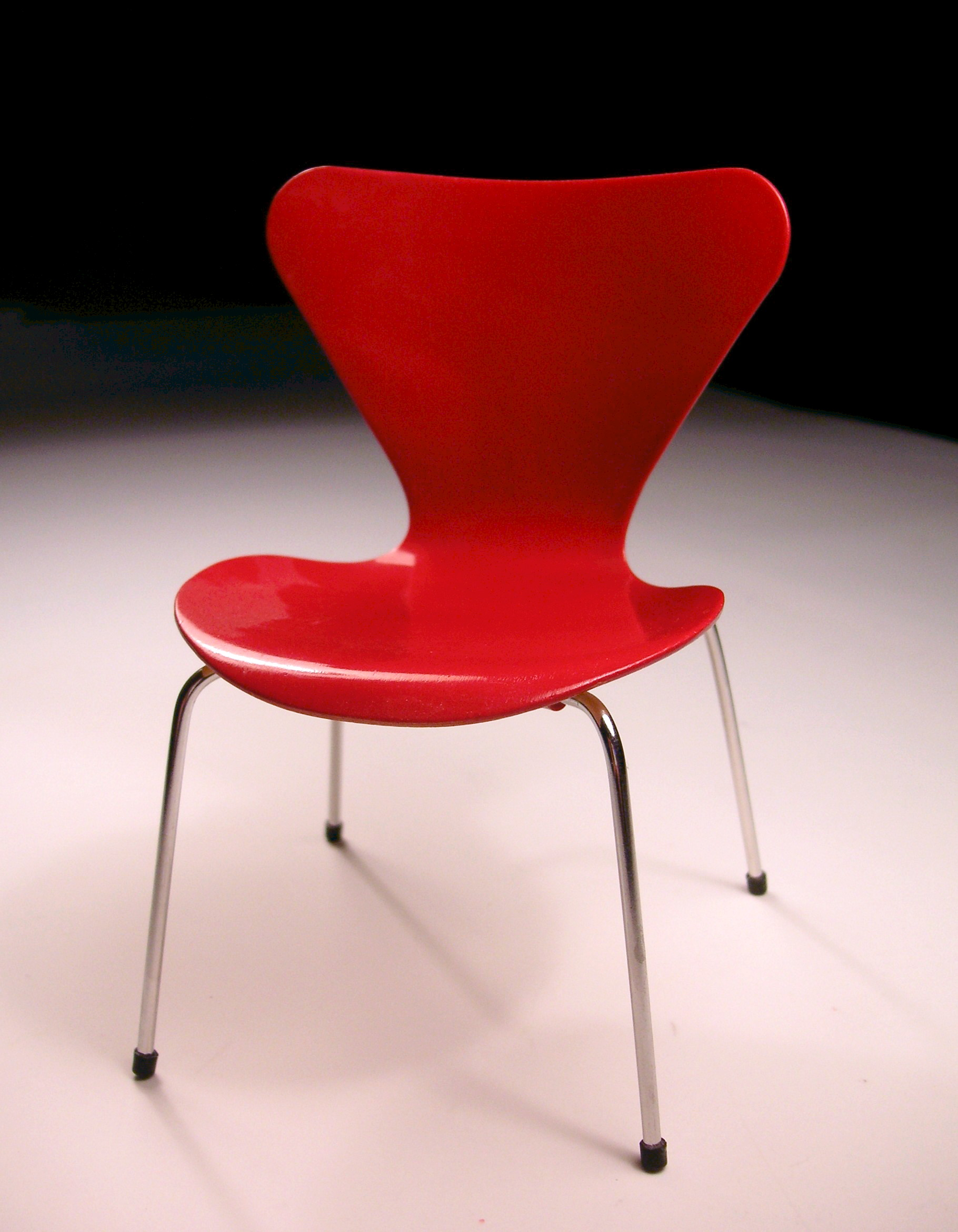
Arne Jacobsen, Sjuan, 1955
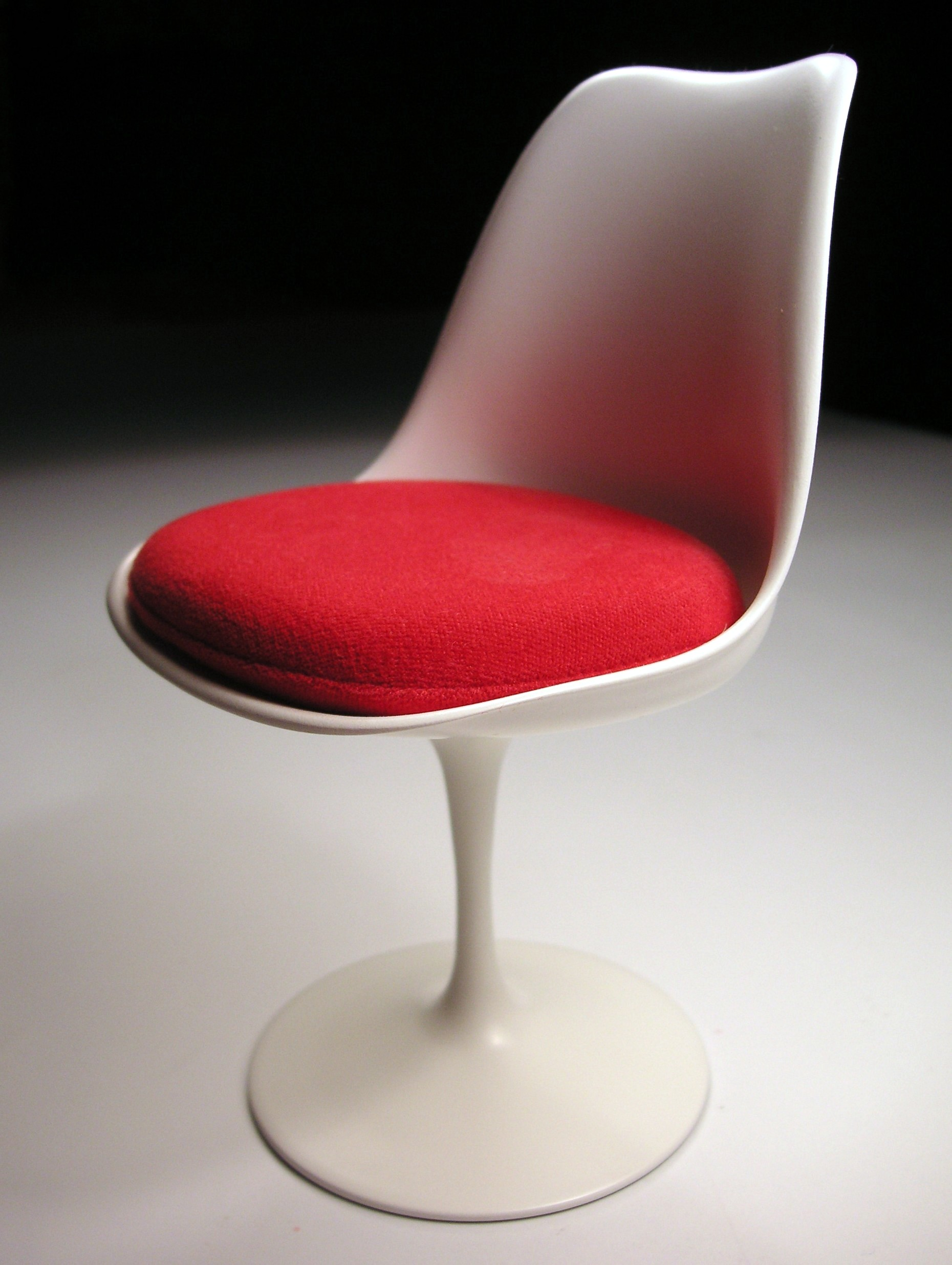
Eero Saarinen, Tulpanstolen, 1956